# قليعات الطوبية
قليعات الطوبية قرية سورية تتبع ناحية التمانعة في منطقة معرة النعمان في محافظة إدلب. بلغ عدد سكانها 730 نسمة في عام 2004 حسب إحصاء المكتب المركزي للإحصاء.